# L’Équilibre
L’Équilibre – drugi album studyjny Emmanuela Moire, wydany 13 kwietnia 2009 przez wytwórnię płytową Warner Music France. 
Wersja podstawowa albumu zawiera 11 utworów, zaś wersja rozszerzona została uzupełniona o utwór „Devant l’ultimatum”, film „En equilibre” w reżyserii Erica Pouleta oraz dwa inne materiały filmowe ukazujące tworzenie wideoklipu do singla „Adulte & sexy” oraz sam teledysk. 
Kierownikiem artystycznym pracującym przy produkcji albumu był Dominique Gau, którego wspierała Sabine Jamar. Za mastering albumu odpowiedzialny był Rodolphe Plisson, a za miksowanie Jérôme Devoise oraz Nicolas Berger. Okładkę graficzną oraz fotografie wykonywał Laurent Seroussi.
Wydawnictwo notowane było na 19. miejscu walońskiego zestawienia sprzedaży Ultratop 50 Albums w Belgii, 7. pozycji na tworzonej przez Syndicat national de l’édition phonographique liście albumów we Francji, a także 92. pozycji w zestawieniu Alben Top 100 w Szwajcarii. Album uzyskał status złotej płyty we Francji.
Album promowały single „Adulte & sexy”, „Sans dire un mot” oraz „Promis”. Utwór „Sois tranquille”, wydany jako singel w październiku 2012, zadedykowany był bratu wokalisty – Nicolasowi, który zmarł 28 stycznia 2009 w wyniku potrącenia przez samochód. Kompozycja wykonana została na jego pogrzebie. 

## Lista utworów
Opracowano na podstawie materiału źródłowego.
1. „Suite et fin” (muz. Emmanuel Moire, sł. Yann Guillon) – 5:30
2. „Adulte & sexy” (muz. Emmanuel Moire, sł. Yann Guillon) – 3:17
3. „Sans dire un mot” (muz. Emmanuel Moire, sł. Yann Guillon) – 3:34
4. „Mieux vaut toi que jamais” (muz. Emmanuel Moire, sł. Yann Guillon) – 3:25
5. „L’adversaire” (muz. Emmanuel Moire, sł. Yann Guillon) – 4:49
6. „Dis-moi encore” (muz. Emmanuel Moire, sł. Yann Guillon) – 3:48
7. „Promis” (muz. Emmanuel Moire, sł. Yann Guillon) – 4:03
8. „L’attraction” (muz. Emmanuel Moire, sł. Yann Guillon) – 4:16
9. „Habillez-moi” (muz. Doriand, sł. Claire Joseph) – 4:36
10. „Sois tranquille” (muz. Emmanuel Moire, sł. Yann Guillon) – 4:43
11. „Retour a la vie” (muz. Emmanuel Moire, sł. Yann Guillon) – 5:23
12. „Devant l’ultimatum” (oraz hidden track; muz. Emmanuel Moire, sł. Yann Guillon) – 6:09
13. „En equilibre” (bonus; film w reżyserii Erica Pouleta) – 25:14
14. „Une Journée: Adulte & sexy” (bonus; making of z produkcji teledysku) – 3:12
15. „Le clip: Adulte & sexy” (bonus; teledysk) – 3:16

## Pozycja na liście sprzedaży
| Kraj       | Notowanie (2009)   | Najwyższa pozycja | Certyfikat  |
| ---------- | ------------------ | ----------------- | ----------- |
| Francja    | SNEP               | 7                 | złota płyta |
| Belgia     | Ultratop 50 Albums | 19                |             |
| Szwajcaria | Alben Top 100      | 92                |             |